# Supercopa Turca de Voleibol Feminino de 2014
A Supercopa Turca de Voleibol Feminino de 2014 foi a sexta edição desta competição organizada pela  FTV. Participaram do torneio duas equipes, os campeões da Liga A Turca e da Copa da Turquia.

## Sistema de disputa
O Campeonato foi disputado em um jogo único.

## Equipes participantes
Equipes que disputaram a Supercopa de Voleibol de 2014:
| Equipe        | Cidade   | Qualificação                                                 | Última participação                          |
| ------------- | -------- | ------------------------------------------------------------ | -------------------------------------------- |
| VakıfBank SK  | Istambul | Campeão da Liga A Turca 2013-14 e da Copa da Turquia 2013-14 | Supercopa Turca de Voleibol Feminino de 2013 |
| Fenerbahçe SK | Istambul | Vice-campeão da Copa da Turquia 2013-14                      | Supercopa Turca de Voleibol Feminino de 2011 |

## Resultado
| 21 de outubro de 2014 17:30 Relatório | VakıfBank SK | 3 — 0             | Fenerbahçe SK | TVF Başkent Voleybol Salonu,Ankara Público: 7 200 Árbitro(s): TUR Bayram Dikmentepe TUR Onur Hoşnut |
| 21 de outubro de 2014 17:30 Relatório | 25           | Set 1 Set 2 Set 3 | 20 18 23      | TVF Başkent Voleybol Salonu,Ankara Público: 7 200 Árbitro(s): TUR Bayram Dikmentepe TUR Onur Hoşnut |

## Premiações
| Supercopa Masculina de 2014      |
| Turquia                          |
| -------------------------------- |
| VakıfBank SK Campeão (2º título) |